# Кочуково (Владимирская область)
Кочуково — деревня в Собинском районе Владимирской области России, входит в состав Куриловского сельского поселения.

## География
Деревня расположена на берегу реки Ворша (приток Клязьмы) в 3 км на юго-запад от центра поселения деревни Курилово и в 11 км на север от райцентра города Собинка.

## История
В конце XIX — начале XX века деревня являлась центром Кочуковской волости Владимирского уезда. В 1859 году в Кочукове числилось 20 дворов, в 1905 году — 29 дворов.
С 1929 года деревня являлась центром Кочуковского сельсовета Ставровского района, с 1932 года — в составе Карачаровского сельсовета Собинского района, с 1945 года деревня вновь в составе Ставровского района, с 1954 года — в составе Бабаевского сельсовета, с 1959 года — в составе Юровского сельсовета, с 1965 года — в составе Собинского района, с 1976 года — в составе Куриловского сельсовета, с 2005 года — Куриловского сельского поселения.

## Население
| 1859 | 1905 | 1926 | 2002 | 2010 | 2021 |
| ---- | ---- | ---- | ---- | ---- | ---- |
| 176  | ↘146 | ↗161 | ↘0   | ↗1   | ↗6   |